# Le Figaro
Le Figaro é um jornal diário francês publicado em Paris. Sua linha editorial é de centro-direita, enquanto que o seu principal concorrente, o Le Monde, é considerado menos conservador, mais "ao centro".
O Le Figaro é o segundo maior jornal nacional na França depois do Le Parisien e antes do Le Monde, embora alguns jornais regionais tenham circulações maiores. Fundado em 1826, ainda sob o governo de Carlos X, recebeu o nome do personagem de Beaumarchais.
Sua sede se encontra no 14, boulevard Haussmann, no 9e arrondissement (bairro) de Paris. É um jornal nacional que faz parte do grupo Socpresse, o primeiro  da França no setor de imprensa, grupo inteiramente controlado pelo seu presidente, Serge Dassault, presidente do Grupo Dassault e senador-prefeito de Corbeil-Essones.

## História

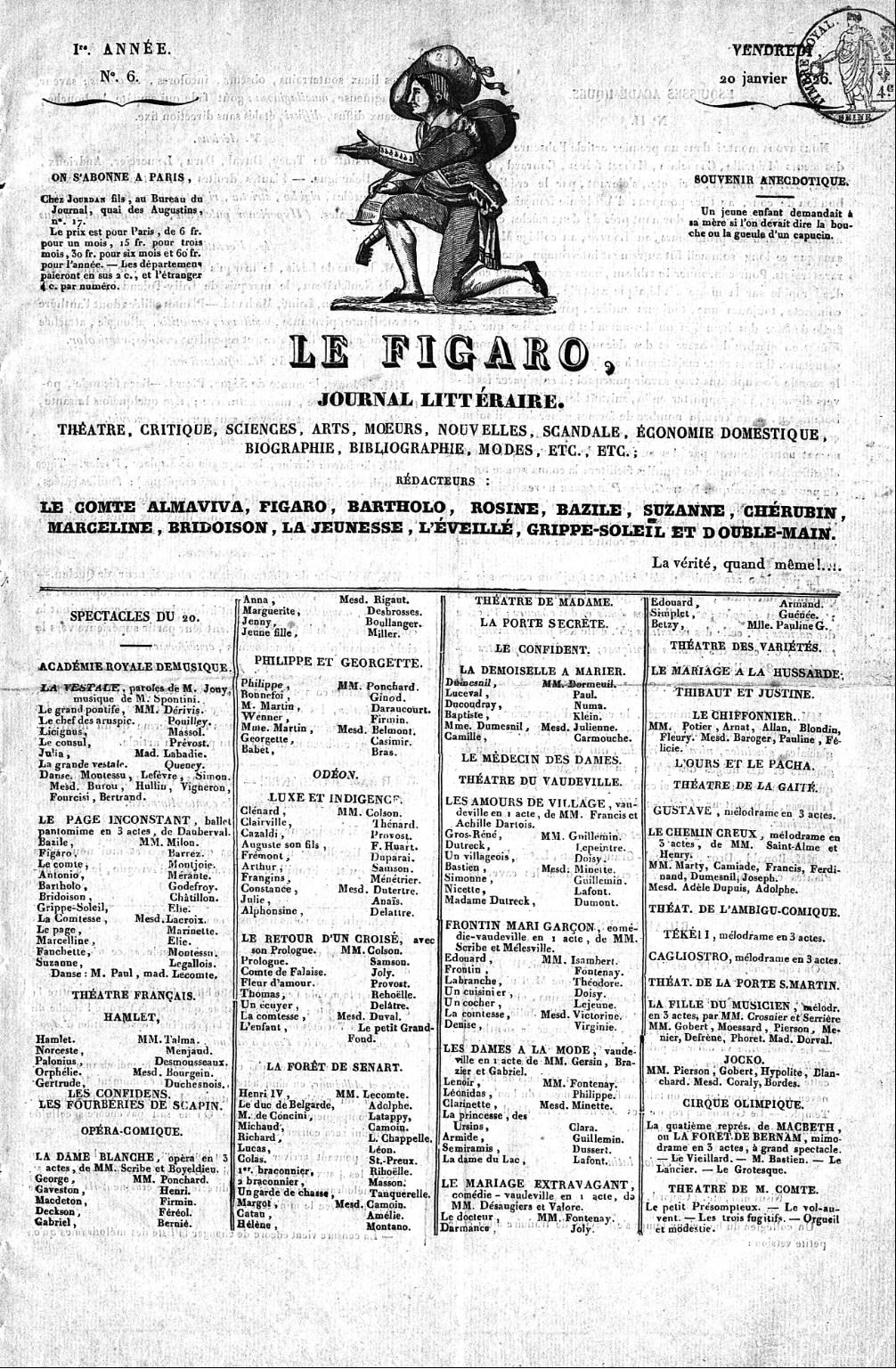
Edição de 20 de janeiro de 1826

O Le Figaro foi fundado como um semanário satírico em 1826, com o nome e lema de Le Mariage de Figaro, a peça de 1778 de Pierre Beaumarchais que zombava dos privilégios. Seu lema, do monólogo de Figaro no ato final da peça, é "Sans la liberté de blâmer, il n'est point d'éloge flatteur" ("Sem a liberdade de criticar, não há elogios verdadeiros"). Em 1833, o editor Nestor Roqueplan foi ferido durante um duelo travado com um coronel Gallois, que foi ofendido por um artigo no Le Figaro, mas se recuperou. Em 1866, o Le Figaro tornou-se um jornal diário. Sua primeira edição diária, a de 16 de novembro de 1866, vendeu 56 000 exemplares, com a maior circulação de todos os jornais da França. Sua linha editorial era monarquista.
Em 16 de março de 1914, Gaston Calmette, editor do Le Figaro, foi assassinado por Henriette Caillaux, esposa do ministro das Finanças, Joseph Caillaux, depois que ele publicou uma carta que colocava sérias dúvidas sobre a integridade do marido. Em 1922, o Le Figaro foi comprado pelo milionário François Coty. Coty enfureceu muitos quando renomeou o jornal para simplesmente Figaro, o que permaneceu até 1933.
No início da Segunda Guerra Mundial, o Le Figaro havia se tornado o principal jornal da França. Após a guerra, tornou-se a voz da classe média alta e continua a manter uma posição conservadora. Em 1975, o Le Figaro foi comprado pela Socpresse, de Robert Hersant. Em 1999, o Carlyle Group obteve uma participação de 40% no jornal, que foi vendido em março de 2002. Desde março de 2004, o Le Figaro é controlado por Serge Dassault, um empresário e político conservador mais conhecido por dirigir a fabricante de aeronaves Dassault Aviation, que ele herdou de seu pai, seu fundador, Marcel Dassault (1892–1986). A Dassault possui 80% do jornal.
Em 2006, o Le Figaro foi banido no Egito e na Tunísia por publicar artigos supostamente insultando o Islã. O Le Figaro mudou para o formato berlinense em 2009. O jornal publicou o The New York Times International Weekly na sexta-feira desde 2009, um suplemento de 8 páginas com uma seleção de artigos do The New York Times traduzidos para o francês. Em 2010, o Lefigaro.fr criou uma seção chamada "Le Figaro em inglês", que fornece à comunidade global de língua inglesa o conteúdo diário original ou traduzido do site do jornal. A seção terminou em 2012.

## Posição editorial e controvérsias

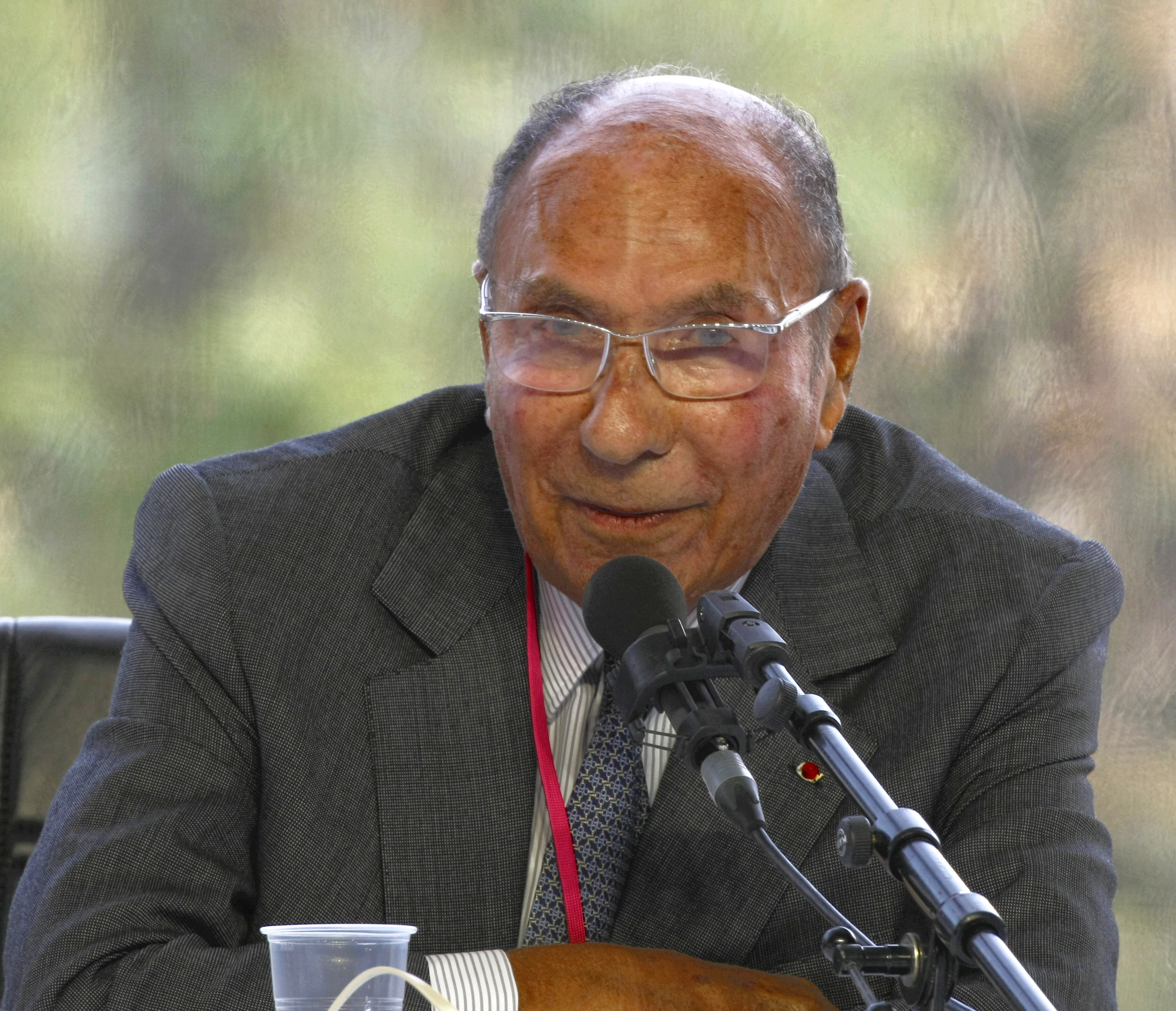
Serge Dassault

O Le Figaro tradicionalmente mantinha uma postura editorial conservadora, tornando-se a voz das classes alta e média francesas.
A propriedade do jornal por Serge Dassault tem sido fonte de controvérsia em termos de conflito de interesses, uma vez que  Dassault também possui um grande fornecedor militar e atuou em posições políticas do partido União por um Movimento Popular. Seu filho, Olivier Dassault, que morreu em março de 2021, foi membro da Assembleia Nacional Francesa. A Dassault observou em uma entrevista em 2004 na estação de rádio pública France Inter que "os jornais devem divulgar ideias saudáveis" e que "as ideias de esquerda não são as ideias saudáveis".
Em fevereiro de 2012, uma assembleia geral dos jornalistas do jornal adotou uma moção acusando a editora-chefe, Étienne Mougeotte, de ter transformado o Le Figaro no "boletim" do partido governista, a União por um Movimento Popular, do então presidente Nicolas Sarkozy. Eles pediram mais pluralismo e "honestidade" e acusaram o jornal de reportagens políticas unilaterais. Mougeotte havia dito anteriormente que o Le Figaro não faria nada para embaraçar o governo e o direito. Mougeotte respondeu publicamente: "Nossa linha editorial agrada a nossos leitores, pois funciona. Não vejo por que devo mudá-la. [...] Somos um jornal de direita e expressamos claramente, a propósito. Nossos leitores sabem disso, nossos jornalistas também. Não há nada novo nisso!"